# Kingsize
Kingsize es el tercer y último álbum de estudio por la banda inglesa de pop Five. Lanzado el Reino Unido el 27 de agosto de 2001, el álbum alcanzó el número uno en UK Albums Chart, el álbum original más alto por la banda. El álbum más tarde fue lanzado en Australia el 2 de diciembre, llegando al número 78 en Billboard 200. El álbum fue certificado Oro en Reino Unido. Tres sencillos fueron más tarde lanzados de Kingsize, incluyendo "Let's Dance", "Closer to Me" y "Rock The Party". Fue producido por Simon Cowell y Richard "Biff" Stannard.

## Lista de canciones
| Standard edition |                                            |                                                              |          |  |
| N.º              | Título                                     | Escritor(es)                                                 | Duración |  |
| 1.               | «Let's Dance (radio edit)»                 | Stannard, Gallagher, Howes, Breen, Brown, Conlon             | 3:37     |  |
| 2.               | «Lay All Your Lovin' on Me»                | Young, Young, Johnson                                        | 3:21     |  |
| 3.               | «Rock the Party»                           | Stannard, Gallagher, Breen, Brown, Conlon, Gibb              | 2:57     |  |
| 4.               | «Closer to Me»                             | Stannard, Gallagher, Howes, Breen, Brown, Harrington         | 4:28     |  |
| 5.               | «Hear Me Now»                              | Rustan, Hermansen, Neville, Robinson                         | 3:40     |  |
| 6.               | «Let's Get It On»                          | Stannard, Gallagher, Howes, Breen, Brown, Conlon, Harrington | 3:46     |  |
| 7.               | «Feel the Love»                            | Mac, Laws, Neville, Robinson                                 | 4:41     |  |
| 8.               | «We're Going All Night (You Make Me High)» | Stannard, Gallagher, Breen, Brown, Conlon                    | 3:03     |  |
| 9.               | «Take Your Chances on Me»                  | Stannard, Gallagher, Howes, Breen, Brown, Conlon, Harrington | 3:01     |  |
| 10.              | «Something in the Air»                     | Stannard, Gallagher, Howes, Breen, Brown, Conlon             | 4:10     |  |
| 11.              | «Breakdown»                                | Rustan, Hermansen, Neville, Robinson                         | 3:26     |  |
| 12.              | «On Top of the World»                      | Rustan, Hermansen, Neville, Robinson                         | 3:40     |  |
| 13.              | «C'mon C'mon»                              | Stannard, Gallagher, Howes, Breen, Brown, Conlon, Harrington | 4:50     |  |
| 14.              | «Let's Dance - Video (Enhancement)»        | Stannard, Gallagher, Howes, Breen, Brown, Conlon             | 5:17     |  |
| 15.              | «Sometimes» (Bonus track japonés)          | Stannard, Gallagher, Breen, Brown, Conlon                    | 3:51     |  |
| 16.              | «12345» (Bonus track japonés)              | SE, Rustan, Hermansen, Nevvile, Robinson                     | 3:40     |  |
| 17.              | «Set Me Free» (Bonus track japonés)        | Stannard, Gallagher, Breen, Brown, Conlon                    | 3:51     |  |
| 56:30            |                                            |                                                              |          |  |

| Special edition |                                            |                                                              |          |  |
| N.º             | Título                                     | Escritor(es)                                                 | Duración |  |
| 1.              | «Let's Dance (radio edit)»                 | Stannard, Gallagher, Howes, Breen, Brown, Conlon             | 3:37     |  |
| 2.              | «Lay All Your Lovin' on Me»                | Young, Young, Johnson                                        | 3:21     |  |
| 3.              | «Rock the Party»                           | Stannard, Gallagher, Breen, Brown, Conlon, Gibb              | 2:57     |  |
| 4.              | «Closer to Me»                             | Stannard, Gallagher, Howes, Breen, Brown, Harrington         | 4:28     |  |
| 5.              | «Hear Me Now»                              | Rustan, Hermansen, Neville, Robinson                         | 3:40     |  |
| 6.              | «Let's Get It On»                          | Stannard, Gallagher, Howes, Breen, Brown, Conlon, Harrington | 3:46     |  |
| 7.              | «Feel the Love»                            | Mac, Laws, Neville, Robinson                                 | 4:41     |  |
| 8.              | «We're Going All Night (You Make Me High)» | Stannard, Gallagher, Breen, Brown, Conlon                    | 3:03     |  |
| 9.              | «Take Your Chances on Me»                  | Stannard, Gallagher, Howes, Breen, Brown, Conlon, Harrington | 3:01     |  |
| 10.             | «Something in the Air»                     | Stannard, Gallagher, Howes, Breen, Brown, Conlon             | 4:10     |  |
| 11.             | «Breakdown»                                | Rustan, Hermansen, Neville, Robinson                         | 3:26     |  |
| 12.             | «On Top of the World»                      | Rustan, Hermansen, Neville, Robinson                         | 3:40     |  |
| 13.             | «The Heat»                                 | Stannard, Gallagher, Breen, Brown, Conlon                    | 3:15     |  |
| 14.             | «All Around»                               | Kennedy, Woodcock, Neville                                   | 3:47     |  |
| 15.             | «C'mon C'mon»                              | Stannard, Gallagher, Howes, Breen, Brown, Conlon, Harrington | 4:50     |  |
| 16.             | «World of Mine»                            | Rustan, Hermansen, Neville, Robinson                         | 4:02     |  |
| 56:30           |                                            |                                                              |          |  |

## Personal
- Abs Breen — Voz
- J Brown — Voz
- Sean Conlon — Voz
- Ritchie Neville — Voz
- Scott Robinson — Voz

## Producción
- Productores: Julian Gallagher, Richard Stannard, StarGate, Steve Mac, Ben Chapman
- Mezcla: Ash Howes, StarGate, Ben Chapman
- Ingenieros: Ben Chapman, Matt Howe, Daniel Pursey, Robin Sellers, Ben Coombs
- Programación: Ash Howes, Martin Harrington
- Arreglistas: Julian Gallagher, Richard Stannard, Dave Arch
- Voces de fondo: Andy Caine, Richard Stannard, Sharon Murphy, Eliot Kennedy, Tim Woodcock